# Cupidesthes voltae
Cupidesthes voltae är en fjärilsart som beskrevs av Sharpe 1890. Cupidesthes voltae ingår i släktet Cupidesthes och familjen juvelvingar. Inga underarter finns listade i Catalogue of Life.